# Игрок месяца MLS
Игрок месяца MLS (англ. MLS Player of the Month) — награда лучшему футболисту месяца высшей футбольной лиги США — MLS. Данная награда присуждается специальным жюри, состоящим из журналистов.
Спонсируется компанией Etihad Airways.

## Обладатели

### 1996
| Месяц    | Игрок               | Клуб                 |
| -------- | ------------------- | -------------------- |
| апрель   | Маурисио Сьенфуэгос | Лос-Анджелес Гэлакси |
| май      | Карлос Вальдеррама  | Тампа-Бэй Мьютини    |
| июнь     | Эдуардо Уртадо      | Лос-Анджелес Гэлакси |
| июль     | Джейсон Крайс       | Даллас Бёрн          |
| август   | Марко Этчеверри     | Ди Си Юнайтед        |
| сентябрь | Брэд Фридель        | Коламбус Крю         |

### 1997
| Месяц    | Игрок          | Клуб                 | Источник |
| -------- | -------------- | -------------------- | -------- |
| апрель   | Хайме Морено   | Ди Си Юнайтед        |          |
| май      | Ален Сюттер    | Даллас Бёрн          | [ 3 ]    |
| июнь     | Джон Харкс     | Ди Си Юнайтед        | [ 4 ]    |
| июль     | Уэлтон         | Лос-Анджелес Гэлакси | [ 5 ]    |
| август   | Брэд Фридель   | Коламбус Крю         | [ 6 ]    |
| сентябрь | Вальтер Дзенга | Нью-Инглэнд Революшн |          |

### 1998
| Месяц    | Игрок        | Клуб                 | Источник |
| -------- | ------------ | -------------------- | -------- |
| март     | Коби Джонс   | Лос-Анджелес Гэлакси | [ 7 ]    |
| апрель   | Юрген Соммер | Коламбус Крю         | [ 8 ]    |
| май      | Пётр Новак   | Чикаго Файр          | [ 9 ]    |
| июнь     | Росс Поли    | Колорадо Рэпидз      | [ 10 ]   |
| июль     | Рой Ласситер | Ди Си Юнайтед        | [ 11 ]   |
| август   | Джон Стерн   | Коламбус Крю         | [ 12 ]   |
| сентябрь | Диего Серна  | Майами Фьюжн         | [ 13 ]   |

### 1999
| Месяц    | Игрок            | Клуб              | Источник |
| -------- | ---------------- | ----------------- | -------- |
| март     | Анте Разов       | Чикаго Файр       | [ 14 ]   |
| апрель   | Муса Шэннон      | Тампа-Бэй Мьютини | [ 15 ]   |
| май      | Рой Ласситер     | Ди Си Юнайтед     | [ 16 ]   |
| июнь     | Джейсон Крайс    | Даллас Бёрн       | [ 17 ]   |
| июль     | Рауль Диас Арсе  | Тампа-Бэй Мьютини | [ 18 ]   |
| август   | Мэтт Джордан     | Даллас Бёрн       | [ 19 ]   |
| сентябрь | Рональд Серритос | Сан-Хосе Клэш     | [ 20 ]   |

### 2000
| Месяц    | Игрок           | Клуб                | Источник |
| -------- | --------------- | ------------------- | -------- |
| апрель   | Миклош Мольнар  | Канзас-Сити Уизардс | [ 21 ]   |
| май      | Тони Меола      | Канзас-Сити Уизардс | [ 22 ]   |
| июнь     | Клинт Мэтис     | Метростарз          | [ 23 ]   |
| июль     | Данте Вашингтон | Коламбус Крю        | [ 24 ]   |
| август   | Клинт Мэтис     | Метростарз          | [ 25 ]   |
| сентябрь | Диего Серна     | Майами Фьюжн        | [ 26 ]   |

### 2001
| Месяц  | Игрок              | Клуб         | Источник |
| ------ | ------------------ | ------------ | -------- |
| апрель | Алекс Пинеда Чакон | Майами Фьюжн | [ 27 ]   |
| май    | Клинт Мэтис        | Метростарз   | [ 28 ]   |
| июнь   | Диего Серна        | Майами Фьюжн | [ 29 ]   |
| июль   | Христо Стоичков    | Чикаго Файр  | [ 30 ]   |
| август | Брайан Мезоннёв    | Коламбус Крю | [ 31 ]   |

### 2002
| Месяц  | Игрок           | Клуб                 | Источник |
| ------ | --------------- | -------------------- | -------- |
| апрель | Карлос Руис     | Лос-Анджелес Гэлакси | [ 32 ]   |
| май    | Тейлор Туэллмен | Нью-Инглэнд Революшн | [ 33 ]   |
| июнь   | Ариэль Грасиани | Сан-Хосе Эртквейкс   | [ 34 ]   |
| июль   | Карлос Руис     | Лос-Анджелес Гэлакси | [ 35 ]   |
| август | Эдсон Баддл     | Коламбус Крю         | [ 36 ]   |

### 2003
| Месяц    | Игрок          | Клуб                 | Источник |
| -------- | -------------- | -------------------- | -------- |
| апрель   | Лэндон Донован | Сан-Хосе Эртквейкс   | [ 37 ]   |
| май      | Преки          | Канзас-Сити Уизардс  | [ 38 ]   |
| июнь     | Анте Разов     | Чикаго Файр          | [ 39 ]   |
| июль     | Марк Чанг      | Колорадо Рэпидз      | [ 40 ]   |
| август   | Карлос Руис    | Лос-Анджелес Гэлакси | [ 41 ]   |
| сентябрь | Лэндон Донован | Сан-Хосе Эртквейкс   | [ 42 ]   |
| октябрь  | Пэт Нунэн      | Нью-Инглэнд Революшн | [ 43 ]   |

### 2004
| Месяц    | Игрок            | Клуб                 | Источник |
| -------- | ---------------- | -------------------- | -------- |
| апрель   | Карлос Руис      | Лос-Анджелес Гэлакси | [ 44 ]   |
| май      | Алехандро Морено | Лос-Анджелес Гэлакси | [ 45 ]   |
| июнь     | Крис Клейн       | Канзас-Сити Уизардс  | [ 46 ]   |
| июль     | Амадо Гевара     | Метростарз           | [ 47 ]   |
| август   | Пэт Онстад       | Сан-Хосе Эртквейкс   | [ 48 ]   |
| сентябрь | Джон Буш         | Коламбус Крю         | [ 49 ]   |
| октябрь  | Энди Эррон       | Чикаго Файр          | [ 50 ]   |

### 2005
| Месяц    | Игрок            | Клуб                 |
| -------- | ---------------- | -------------------- |
| апрель   | Клинт Демпси     | Нью-Инглэнд Революшн |
| май      | Карлос Руис      | Даллас               |
| июнь     | Нейт Джейкуа     | Чикаго Файр          |
| июль     | Рикардо Кларк    | Сан-Хосе Эртквейкс   |
| август   | Скотт Сили       | Канзас-Сити Уизардс  |
| сентябрь | Тейлор Туэллмен  | Нью-Инглэнд Революшн |
| октябрь  | Дуэйн Де Розарио | Сан-Хосе Эртквейкс   |

### 2006
| Месяц    | Игрок              | Клуб                |
| -------- | ------------------ | ------------------- |
| апрель   | Брайан Чинг        | Хьюстон Динамо      |
| май      | Карлос Руис        | Даллас              |
| июнь     | Хосе Бурсьяга      | Канзас-Сити Уизардс |
| июль     | Джонатан Борнстейн | Чивас США           |
| август   | Джефф Каннингем    | Реал Солт-Лейк      |
| сентябрь | Мэтт Пикенз        | Чикаго Файр         |
| октябрь  | Амадо Гевара       | Нью-Йорк Ред Буллз  |

### 2007
| Месяц    | Игрок                    | Клуб                |
| -------- | ------------------------ | ------------------- |
| апрель   | Эдди Джонсон             | Канзас-Сити Уизардс |
| май      | Хуан Пабло Анхель        | Нью-Йорк Ред Буллз  |
| июнь     | Хуан Пабло Анхель        | Нью-Йорк Ред Буллз  |
| июль     | Гильермо Баррос Скелотто | Коламбус Крю        |
| август   | Трой Перкинс             | Ди Си Юнайтед       |
| сентябрь | Лусиано Эмилио           | Ди Си Юнайтед       |
| октябрь  | Мэтт Пикенз              | Чикаго Файр         |

### 2008
| Месяц    | Игрок                    | Клуб                 |
| -------- | ------------------------ | -------------------- |
| апрель   | Лэндон Донован           | Лос-Анджелес Гэлакси |
| май      | Куаутемок Бланко         | Чикаго Файр          |
| июнь     | Лусиано Эмилио           | Ди Си Юнайтед        |
| июль     | Ник Римандо              | Реал Солт-Лейк       |
| август   | Гильермо Баррос Скелотто | Коламбус Крю         |
| сентябрь | Даррен Хакерби           | Сан-Хосе Эртквейкс   |
| октябрь  | Хуан Пабло Анхель        | Нью-Йорк Ред Буллз   |

### 2009
| Месяц    | Игрок                    | Клуб                 |
| -------- | ------------------------ | -------------------- |
| март     | Фреди Монтеро            | Сиэтл Саундерс       |
| апрель   | Брайан Макбрайд          | Чикаго Файр          |
| май      | Конор Кейси              | Колорадо Рэпидз      |
| июнь     | Гильермо Баррос Скелотто | Коламбус Крю         |
| июль     | Лэндон Донован           | Лос-Анджелес Гэлакси |
| август   | Чед Маршалл              | Коламбус Крю         |
| сентябрь | Джефф Каннингем          | Даллас               |
| октябрь  | Фредрик Юнгберг          | Сиэтл Саундерс       |

### 2010
| Месяц    | Игрок            | Клуб                 | Источник |
| -------- | ---------------- | -------------------- | -------- |
| апрель   | Эдсон Баддл      | Лос-Анджелес Гэлакси | [ 51 ]   |
| май      | Альваро Саборио  | Реал Солт-Лейк       | [ 52 ]   |
| июнь     | Ник Римандо      | Реал Солт-Лейк       | [ 53 ]   |
| июль     | Фреди Монтеро    | Сиэтл Саундерс       | [ 54 ]   |
| август   | Кевин Хартман    | Даллас               | [ 55 ]   |
| сентябрь | Омар Каммингс    | Колорадо Рэпидз      | [ 56 ]   |
| октябрь  | Крис Вондоловски | Сан-Хосе Эртквейкс   | [ 57 ]   |

### 2011
| Месяц    | Игрок            | Клуб                 | Источник |
| -------- | ---------------- | -------------------- | -------- |
| март     | Ник Римандо      | Реал Солт-Лейк       | [ 58 ]   |
| апрель   | Брэд Дэвис       | Хьюстон Динамо       | [ 59 ]   |
| май      | Лэндон Донован   | Лос-Анджелес Гэлакси | [ 60 ]   |
| июнь     | Грэм Зуси        | Спортинг Канзас-Сити | [ 61 ]   |
| июль     | Кевин Хартман    | Даллас               | [ 62 ]   |
| август   | Дуэйн Де Розарио | Ди Си Юнайтед        | [ 63 ]   |
| сентябрь | Себастьен Ле Ту  | Филадельфия Юнион    | [ 64 ]   |
| октябрь  | Крис Вондоловски | Сан-Хосе Эртквейкс   | [ 65 ]   |

### 2012
| Месяц    | Игрок            | Клуб                 | Источник |
| -------- | ---------------- | -------------------- | -------- |
| март     | Тьерри Анри      | Нью-Йорк Ред Буллз   | [ 66 ]   |
| апрель   | Крис Вондоловски | Сан-Хосе Эртквейкс   | [ 67 ]   |
| май      | Дуэйн Де Розарио | Ди Си Юнайтед        | [ 68 ]   |
| июнь     | Крис Вондоловски | Сан-Хосе Эртквейкс   | [ 69 ]   |
| июль     | Робби Кин        | Лос-Анджелес Гэлакси | [ 70 ]   |
| август   | Патрис Бернье    | Монреаль Импакт      | [ 71 ]   |
| сентябрь | Крис Вондоловски | Сан-Хосе Эртквейкс   | [ 72 ]   |
| октябрь  | Крис Вондоловски | Сан-Хосе Эртквейкс   | [ 73 ]   |

### 2013
| Месяц    | Игрок          | Клуб                 |
| -------- | -------------- | -------------------- |
| март     | Майк Маги      | Лос-Анджелес Гэлакси |
| апрель   | Джек Макинерни | Филадельфия Юнион    |
| май      | Джек Макинерни | Филадельфия Юнион    |
| июнь     | Майк Маги      | Чикаго Файр          |
| июль     | Камило         | Ванкувер Уайткэпс    |
| август   | Робби Кин      | Лос-Анджелес Гэлакси |
| сентябрь | Доминик Одуро  | Коламбус Крю         |
| октябрь  | Камило         | Ванкувер Уайткэпс    |

### 2014
| Месяц    | Игрок           | Клуб                 |
| -------- | --------------- | -------------------- |
| март     | Мауро Диас      | Даллас               |
| апрель   | Клинт Демпси    | Сиэтл Саундерс       |
| май      | Дом Дуайер      | Спортинг Канзас-Сити |
| июнь     | Эрик Кронберг   | Спортинг Канзас-Сити |
| июль     | Бенни Фейлхабер | Спортинг Канзас-Сити |
| август   | Лэндон Донован  | Лос-Анджелес Гэлакси |
| сентябрь | Обафеми Мартинс | Сиэтл Саундерс       |
| октябрь  | Ли Нгуен        | Нью-Инглэнд Революшн |

### 2015
| Месяц    | Игрок              | Клуб                 | Источник |
| -------- | ------------------ | -------------------- | -------- |
| март     | Октавио Риверо     | Ванкувер Уайткэпс    | [ 74 ]   |
| апрель   | Бенни Фейлхабер    | Спортинг Канзас-Сити | [ 75 ]   |
| май      | Кристиан Немет     | Спортинг Канзас-Сити | [ 76 ]   |
| июнь     | Давид Оустед       | Ванкувер Уайткэпс    | [ 77 ]   |
| июль     | Себастьян Джовинко | Торонто              | [ 78 ]   |
| август   | Себастьян Джовинко | Торонто              | [ 79 ]   |
| сентябрь | Дидье Дрогба       | Монреаль Импакт      | [ 80 ]   |
| октябрь  | Дидье Дрогба       | Монреаль Импакт      | [ 81 ]   |

### 2016
| Месяц    | Игрок               | Клуб               | Источник |
| -------- | ------------------- | ------------------ | -------- |
| март     | Жоао Плата          | Реал Солт-Лейк     | [ 82 ]   |
| апрель   | Фанендо Ади         | Портленд Тимберс   | [ 83 ]   |
| май      | Брэдли Райт-Филлипс | Нью-Йорк Ред Буллз | [ 84 ]   |
| июнь     | Юра Мовсисян        | Реал Солт-Лейк     | [ 85 ]   |
| июль     | Фрэнк Лэмпард       | Нью-Йорк Сити      | [ 86 ]   |
| август   | Николас Лодейро     | Сиэтл Саундерс     | [ 87 ]   |
| сентябрь | Чед Маршалл         | Сиэтл Саундерс     | [ 88 ]   |
| октябрь  | Джастин Мерам       | Коламбус Крю       | [ 89 ]   |

### 2017
| Месяц    | Игрок           | Клуб               | Источник |
| -------- | --------------- | ------------------ | -------- |
| март     | Хосеф Мартинес  | Атланта Юнайтед    | [ 90 ]   |
| апрель   | Джо Бендик      | Орландо Сити       | [ 91 ]   |
| май      | Неманья Николич | Чикаго Файр        | [ 92 ]   |
| июнь     | Давид Вилья     | Нью-Йорк Сити      | [ 93 ]   |
| июль     | Даниэль Ройер   | Нью-Йорк Ред Буллз | [ 94 ]   |
| август   | Игнасио Пьятти  | Монреаль Импакт    | [ 95 ]   |
| сентябрь | Хосеф Мартинес  | Атланта Юнайтед    | [ 96 ]   |
| октябрь  | Тайлер Дерик    | Хьюстон Динамо     | [ 97 ]   |

### 2018
| Месяц    | Игрок            | Клуб                 | Источник |
| -------- | ---------------- | -------------------- | -------- |
| март     | Фелипе Гутьеррес | Спортинг Канзас-Сити | [ 98 ]   |
| апрель   | Мигель Альмирон  | Атланта Юнайтед      | [ 99 ]   |
| май      | Зак Стеффен      | Коламбус Крю         | [ 100 ]  |
| июнь     | Адама Дьоманде   | Лос-Анджелес         | [ 101 ]  |
| июль     | Хосеф Мартинес   | Атланта Юнайтед      | [ 102 ]  |
| август   | Хосеф Мартинес   | Атланта Юнайтед      | [ 103 ]  |
| сентябрь | Лусиано Акоста   | Ди Си Юнайтед        | [ 104 ]  |
| октябрь  | Уэйн Руни        | Ди Си Юнайтед        | [ 105 ]  |

### 2019
| Месяц    | Игрок            | Клуб               | Источник |
| -------- | ---------------- | ------------------ | -------- |
| март     | Карлос Вела      | Лос-Анджелес       | [ 106 ]  |
| апрель   | Карлос Вела      | Лос-Анджелес       | [ 107 ]  |
| май      | Крис Вондоловски | Сан-Хосе Эртквейкс | [ 108 ]  |
| июнь     | Макси Моралес    | Нью-Йорк Сити      | [ 109 ]  |
| июль     | Хосеф Мартинес   | Атланта Юнайтед    | [ 110 ]  |
| август   | Хосеф Мартинес   | Атланта Юнайтед    | [ 111 ]  |
| сентябрь | Карлос Вела      | Лос-Анджелес       | [ 112 ]  |

### 2020
| Месяц          | Игрок                | Клуб          | Источник |
| -------------- | -------------------- | ------------- | -------- |
| август         | Дэрил Дике           | Орландо Сити  | [ 113 ]  |
| сентябрь       | Алехандро Посуэло    | Торонто       | [ 114 ]  |
| октябрь/ноябрь | Валентин Кастельянос | Нью-Йорк Сити | [ 115 ]  |

### 2021
| Месяц          | Игрок                | Клуб                 | Источник |
| -------------- | -------------------- | -------------------- | -------- |
| апрель/май     | Хавьер Эрнандес      | Лос-Анджелес Гэлакси | [ 116 ]  |
| июнь           | Карлес Хиль          | Нью-Инглэнд Революшн | [ 117 ]  |
| июль           | Густаво Боу          | Нью-Инглэнд Революшн | [ 118 ]  |
| август         | Валентин Кастельянос | Нью-Йорк Сити        | [ 119 ]  |
| сентябрь       | Эдуардо Лопес        | Сан-Хосе Эртквейкс   | [ 120 ]  |
| октябрь/ноябрь | Валентин Кастельянос | Нью-Йорк Сити        | [ 121 ]  |

### 2022
| Месяц            | Игрок             | Клуб         | Источник |
| ---------------- | ----------------- | ------------ | -------- |
| февраль/март     | Лукас Селараян    | Коламбус Крю | [ 122 ]  |
| апрель           | Себастьян Дриусси | Остин        | [ 123 ]  |
| май              | Пол Арриола       | Даллас       | [ 124 ]  |
| июнь             | Лусиано Акоста    | Цинциннати   | [ 125 ]  |
| июль             | Себастьян Дриусси | Остин        | [ 126 ]  |
| август           | Хани Мухтар       | Нэшвилл      | [ 127 ]  |
| сентябрь/октябрь | Бренер            | Цинциннати   | [ 128 ]  |

### 2023
| Месяц        | Игрок             | Клуб                 | Источник |
| ------------ | ----------------- | -------------------- | -------- |
| февраль/март | Тьяго Альмада     | Атланта Юнайтед      | [ 129 ]  |
| апрель       | Кристиан Эспиноса | Сан-Хосе Эртквейкс   | [ 130 ]  |
| май          | Хани Мухтар       | Нэшвилл              | [ 131 ]  |
| июнь         | Алан Пулидо       | Спортинг Канзас-Сити | [ 132 ]  |
| июль         | Лусиано Акоста    | Цинциннати           | [ 133 ]  |
| август       | Лусиано Акоста    | Цинциннати           | [ 134 ]  |
| сентябрь     | Кучо Эрнандес     | Коламбус Крю         | [ 135 ]  |
| октябрь      | Дени Буанга       | Лос-Анджелес         | [ 136 ]  |

### 2024
| Месяц           | Игрок          | Клуб             | Источник |
| --------------- | -------------- | ---------------- | -------- |
| февраль/март    | Луис Суарес    | Интер Майами     | [ 137 ]  |
| апрель          | Лионель Месси  | Интер Майами     | [ 138 ]  |
| май             | Лусиано Акоста | Цинциннати       | [ 139 ]  |
| июнь            | Матеуш Богуш   | Лос-Анджелес     | [ 140 ]  |
| июль            | Кучо Эрнандес  | Коламбус Крю     | [ 141 ]  |
| август/сентябрь | Эвандер        | Портленд Тимберс | [ 142 ]  |
| октябрь         | Лионель Месси  | Интер Майами     | [ 143 ]  |